# Brett Battles
Brett Battles (Ridgecrest, 1965) è uno scrittore statunitense specializzato in narrativa poliziesca.

## Biografia
Nato nel 1965 a Ridgecrest, California, in una famiglia di lettori appassionati, vive e lavora a Los Angeles. Dopo la laurea in arti visive, ha lavorato per un ventennio in televisione coltivando la passione per la scrittura che è sbocciata soltanto nel 2007 con il Quinn: Il ripulitore, dopo che i suoi primi due romanzi scritti negli anni '90 avevano ricevuto numerosi rifiuti. Autore molto prolifico, ha pubblicato più di trenta romanzi divisi in 7 serie vincendo un premio Barry nel 2009.

## Opere principali

### Serie Jonathan Quinn
- Quinn: Il ripulitore (The Cleaner, 2007), Milano, Mondadori, Segretissimo N. 1618, 2014 traduzione di Giuseppe Settanni
- Il ripulitore: l'inganno (The Deceived, 2008), Milano, Mondadori, Segretissimo N. 1624, 2015 traduzione di Giuseppe Settanni
- Il ripulitore: L'ombra del tradimento (Shadow of Betrayal, 2009), Milano, Mondadori, Segretissimo N. 1628, 2016 traduzione di Giuseppe Settanni
- Il ripulitore: La legge del silenzio (The Silenced, 2011), Milano, Mondadori, Segretissimo N. 1632, 2016 traduzione di Giuseppe Settanni
- The Destroyed (2012)
- The Collected (2012)
- The Enraged (2013)
- The Discarded (2014)
- The Buried (2015)
- The Unleashed (2016)
- The Aggrieved (2017)

### Serie Logan Harper
- Little Girl Gone (2011)
- Every Precious Thing (2011)

### Serie Project Eden
- Sick (2011)
- Exit 9 (2011)
- Pale Horse (2012)
- Ashes (2012)
- Eden Rising (2013)
- Dream Sky (2014)
- Down (2014)

### Serie Alexandra Poe scritta con Robert Gregory Browne
- Poe (2013)
- Takedown (2013)

### Serie Rewinder
- Rewinder (2014)
- Destroyer (2016)
- Survivor (2017)

### Serie Mine
- Mine (2016)
- The Arrival (2016)

### Serie Excoms
- The Excoms (2016)
- Town at the Edge of Darkness (2017)

### Altri romanzi
- The Pull of Gravity (2011)
- No Return (2012)

### Racconti
- Perfect Gentleman (2011)
- The Assignment (2013)
- Quick Study (2014)

## Premi e riconoscimenti
- Premio Barry per il miglior thriller: 2009 con Il ripulitore: l'inganno